# Afinitní skupina
Afinitní skupina je obvykle malá zájmová skupina aktivistů, kteří spolupracují na přímé akci. Afinitní skupiny jsou organizovány nehierarchicky, rozhodnutí jsou obvykle tvořena konsenzem a skupina se často skládá z důvěryhodných přátel. Takovýto způsob organizace se vyznačuje flexibilitou a decentralizací. Afinitní skupiny mohou vznikat na základě společné ideologie členů (např. anarchismus či pacifismus), společném zájmu o danou problematiku (např. protiválečné či protijaderné postoje) či společné aktivitě, roli nebo dovednosti (právní pomoc, lékařská pomoc či Black Bloc). Afinitní skupiny mají buď otevřené či uzavřené členství, které je mnohem častější. 